# Liste der Bischöfe von Tonbridge
Die Liste der Bischöfe von Tonbridge stellt die bischöflichen Titelträger der Church of England, der Diözese Rochester, in der Province of Canterbury dar. Der Titel wurde nach der Stadt Tonbridge benannt. Die Stelle assistiert dem Bischof von Rochester sowie dem Archidiakon von Tonbridge.
| Liste der Bischöfe von Tonbridge | Liste der Bischöfe von Tonbridge | Liste der Bischöfe von Tonbridge | Liste der Bischöfe von Tonbridge |
| Von                              | Bis                              | Name                             | Anmerkungen                      |
| -------------------------------- | -------------------------------- | -------------------------------- | -------------------------------- |
| 1959                             | 1968                             | Russell White                    |                                  |
| 1968                             | 1972                             | David Halsey                     | danach Bischof von Carlisle      |
| 1973                             | 1982                             | Philip Goodrich                  | danach Bischof von Worcester     |
| 1982                             | 1993                             | David Bartleet                   |                                  |
| 1993                             | 2002                             | Brian Smith                      | danach Bischof von Edinburgh     |
| 2002                             | 2015                             | Brian Castle                     |                                  |
| 2018                             | Gegenwart                        | Simon Burton-Jones               |                                  |